# Vittorio Villano
Vittorio Villano (Charleroi, 2 februari 1988) is een Belgisch voetballer die sinds 2019 uitkomt voor RUW Ciney. Daarvoor speelde hij onder andere voor Standard Luik. Villano is een linksbuiten die slechts 1m65 meet.

## Carrière
Villano ruilde in 2006 de jeugdopleiding van Charleroi SC voor die van Standard Luik. In het seizoen 2007/08 mocht Villano één keer meedoen: tijdens de 28e speeldag viel hij in de 89e minuut in voor Milan Jovanovic. Hij mocht ook Europees spelen: tijdens de UEFA Cup-kwalificatiewedstrijden mocht hij in de 62e minuut invallen voor Steven Defour tegen UN Käerjeng 97. Ook in de Beker van België mocht hij twee keer aandraven.
In juli 2008 tekende Villano een contract tot 2011 bij neo-eersteklasser AFC Tubize. Hij kwam transfervrij over. Bij de ploeg van Albert Cartier veroverde hij meteen een basisplaats. Tubeke degradeerde na één seizoen weer naar Tweede klasse, ook daar bleef hij drie seizoenen lang een vaste waarde. In 2012 verliet hij de club voor R. JS Heppignies-Lambusart-Fleurus, dat een jaar later vanwege financiële moeilijkheden onder de naam Charleroi Fleurus ging voetballen. Na een tussenstop bij RRC Waterloo trok Villano in 2015 naar RC Mechelen, waarmee hij laatste eindigde in Derde klasse A.
Villano speelt sinds 2019 bij RUW Ciney.

## Erelijst
| Kampioen Eerste klasse | 1x | 2007/08 |

## Trivia
- Villano meet slechts 1m65. Daarmee was hij destijds de kleinste speler in Eerste klasse.